# Naissance en 1452
Naissance
- 1448
- 1449
- 1450
- 1451
- 1452
- 1453
- 1454
- 1455
- 1456

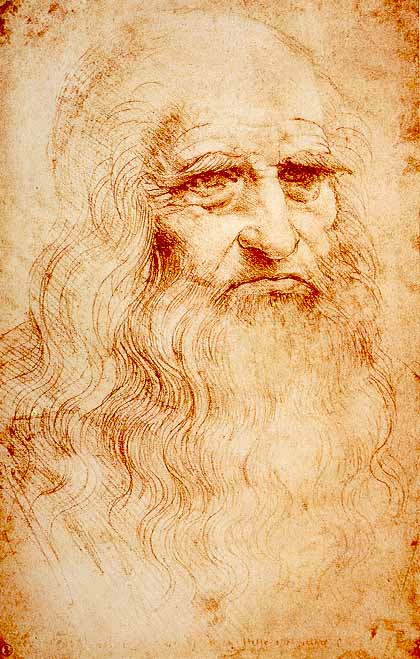
Léonard de Vinci, né le 15 avril 1452

Cette page dresse une liste de personnalités nées au cours de l'année 1452 :
- 16 février : Jeanne de Portugal, princesse de la maison d'Aviz.
- 14 mars : Davide Ghirlandaio, peintre italien, enlumineur, fresquiste et mosaïste.
- 15 avril : Léonard de Vinci, peintre, sculpteur, architecte, ingénieur italien.
- 18 avril : Rodolphe de Castiglione, seigneur de Castiglione delle Stiviere, Castel Goffredo, Solferino, Luzzara et Poviglio.
- 10 mai : Ferdinand le Catholique, roi de Castille et León.
- 18 mai : 
  - Henri II de Poděbrady, prince du Saint-Empire et comte de Glatz.
  - Pier Soderini, homme d'État italien de la république de Florence.
- 27 juillet : Ludovic Marie Sforza dit le More, duc de Milan.
- 21 ou 24 septembre : Jérôme Savonarole (Girolamo Savonarola), prédicateur italien.
- 2 octobre : Richard III, roi d'Angleterre.
- 10 décembre : Johannes Stöffler, mathématicien, astronome, fabricant d'instruments astronomiques tel que l'horloge astronomique et l'astrolabe, astrologue et prêtre allemand.

- Andrew Barton, grand Amiral d'Écosse.
- Alessandro Benedetti, médecin, anatomiste, historien, philologue et humaniste italien.
- Prospero Colonna, condottiere italien.
- Guillaume Coquillart, poète français.
- Catherine d'Alençon, dame de la haute aristocratie française.
- Attavante degli Attavanti, enlumineur italien.
- Pietro del Donzello, architecte et un peintre italien.
- Jean III de Glymes, comte de Berghes et bailli de Namur,
- Eitel-Frédéric II de Hohenzollern, comte de Hohenzollern.
- Barbara Dürer, mère du graveur et peintre Albrecht Dürer.
- Bernardino Lunati, cardinal italien.
- Pandolfo Petrucci, homme politique italien.
- Tsang Nyön Heruka, grand maître de l'école Drukpa Kagyu.

date incertaine
- 1452 ou 1457 :
  - Idris-i Bidlisi, historien, poète, calligraphe, traducteur, administrateur et chef militaire d'origine kurde au service de la principauté des Aq Qoyunlu puis de l'Empire ottoman († 1520).
- 1451 ou 1452 :
  - Jacques III, roi d'Écosse.

naissance vers 1452
- Catherine Fitzgerald, Dames d'Hy-Carbery et fille de Thomas Fitzgerald, 7e Comte de Desmond.

## Crédit d'auteurs
- Cet article est partiellement ou en totalité issu de l'article intitulé « 1452 » (voir la liste des auteurs).